# George Moorhouse
George Moorhouse (4. dubna 1901 Liverpool – 12. října 1943 Long Beach) byl americký fotbalista a první anglický rodák, který se účastnil Mistrovství světa ve fotbale, i když jako člen fotbalové reprezentace Spojených států amerických. Většinu své hráčské kariéry strávil ve Spojených státech amerických, kde se účastnil sedmi mezistátních utkání národního týmu Spojených států amerických. Byl účastníkem Mistrovství světa ve fotbale v roce 1930 a 1934. V roce 1986 byl uveden do Národní fotbalové síně slávy.

## Klubová kariéra
Během první světové války sloužil v britském obchodním námořnictvu. Po válce se začal věnovat fotbalu. Převážně levostranně hrající George Moorhouse se neúspěšně pokoušel o angažmá v Leeds United, ale nakonec odehrál v sezóně 1921/22 dva zápasy v klubu Tranmere Rovers FC, první zápas odehrál 26. prosince 1921 proti Ashingtonu a druhý pak 28. ledna 1922 proti Accrington Stanley FC ve staré Third Division North. Poté hrál za rezervní tým Rovers v Cheshire League.
V roce 1923 emigroval do Kanady, kde získal místo v týmu Montreal CPR. V Montréalu strávil jen několik měsíců, pak přestoupil do Brooklyn Wanderers v American Soccer League, ani v tomto klubu se nezdržel, odehrál zde pouze tři zápasy. Po rychlých přestupech se usadil v klubu New York Giants, kde setrval sedm sezón, přičemž ve více než 250 zápasech, vstřelil 45 gólů. V roce 1928 byl jeho klub vyloučen z American Soccer League  tak George Moorhouse s klubem strávil jeden a půl sezóny ve východní profesionální fotbalové lize. V roce 1929 vrátil zpět do ligy American Soccer League. V létě 1930 získal klub New York Giants nového majitele, který tým přejmenoval na New York Soccer Club. V roce 1931 se klub sloučil s Fall River FC a do jarní sezóny 1931 znovu změnil jméno na New York Yankees. Na podzim roku 1931 se George Moorhouse přestěhoval do New Yorku. V roce 1933 původní liga American Soccer League zanikla, aby ji nahradila nová stejnojmenná liga. George Moorhouse v klubu zůstal až do roku 1937, kdy klub dovedl ke dvěma titulům v National Challenge Cupu.

## Reprezentační kariéra
Svůj první mezistátní zápas za fotbalovou reprezentaci Spojených států amerických odehrál 6. listopadu 1926 proti Kanadské fotbalové reprezentaci, v němž zvítězili 6:1. V roce 1928 neodehrál žadný zápas za americkou reprezentaci. V roce 1930 FIFA nabídla Spojeným státům americkým účast na Mistrovství světa ve fotbale 1930 v Uruguayi a tak americký tým vybral i George Moorhouse. Na tomto mistrovství hrál ve všech třech zápasech na pozici obránce. První zápas 13. července 1930 v Parque Central v Montevideu Spojené státy zvítězily 3:0 nad Belgií. George Moorhouse byl prvním anglickým rodákem, který hrál na Mistrovství světa ve fotbale. Hrál i v dalších dvou zápasech, během nichž Spojené státy americké došly až do semifinále, kde podlehly Argentině. Několik amerických hráčů bylo zraněno a tým skončil pouze s osmi zdravými hráči na hřišti a zraněným brankářem, protože náhradníci v tomto období nebyli povoleni. Spojené státy americké do následujícího Mistrovství světa ve fotbale v roce 1934 nestartovaly na žadném mezinárodním zápase a tak na Mistrovství světa v roce 1934 byl George Moorhouse zvolen kapitánem americké reprezentace. Vzhledem k tomu, že americká reprezentece požádala o vstup do kvalifikace pozdě, musela hrát ještě kvalifikační zápas přímo v Itálii proti Mexiku, v němž Spojené státy americké vyhrály 4:2. Na Mistrovství světa byly Spojené státy americké vyřazeni již v prvním kole Itálií.
V roce 1986 byl George Moorhouse uveden do Národní fotbalové síně slávy.

## Datum smrti
Zatímco Národní fotbalová síň slávy uvádí datum úmrtí George Moorhouse 13. červenec 1982, několik dalších zdrojů má protichůdné informace. Colin Jose, který působil jako historik v Síni slávy, uvádí datum úmrtí 12. října 1943. Nakonec Dave Litterer, který rozsáhle píše o americkém fotbale, poznamenal, že v roce 1943 „veteráni ASL truchlili nad odchodem George Moorhouse, jednoho z jejích nejlepších hráčů 30. let 20. století“.